# Церква Святого Михаїла Архангела (Синковичі)
Церква Святого Михаїла Архангела — пам'ятка оборонного зодчества, розташована на північній околиці села Синковичі Зельвенського району Гродненської області Білорусі. Збудована в готичному стилі в середині 16 століття. Фундатором церкви виступив, імовірно, волинський князь Костянтин Острозький.
Являє собою вимурувану з цегли тринавову чотиристовпну базиліку з трьома апсидами від сходу. В проєкції має форму неправильного прямокутника узятого чотирма наріжними вежами. Гранчастими і втопленими у фасад від заходу і округлими на сході. Святиню обперізує карниз з круглими стрільницями і арками-машикулями. Високий двоспадовий дах з заходу прикриває потужний фронтон оздоблений аркатурою, ніші якої в давнину білилися, а зі сходу щипцем-брандмауером. Перед святинею зведено бутово-цегляну двоярусну тетраедричну дзвіницю перекриту шатром (отримала нехарактерну цибулясту баню під час реконструкції в 2007 році). Нави мають хрестове склепінчасте перекриття декороване готичними нервюрами. Центральна і північна апсиди перекриті хрестовими склепіннями, південна — ребристим. Стіни потиньковано і розчленовано прямокутними лопатками, поєднуються зі слупами підпружними арками. Всередині веж влаштовано спіральні сходи, що ведуть на горище. В 1880—1881 роках церква зазнала змін. Замінено дах. Збудовано нартекс, дах над апсидою з невеличкою банею. Вежа над центральною частиною храму розібрана (інженер Трубніков).
Характерною особливістю церкви є її незначне відхилення від норми, окремі кривизни осі апсид у бік нав. Церква була збудована, ймовірно, місцевими будівельниками, які користувалися не дуже точним інструментом для калібрування, розмітки і планування.
У 2004 році церкву Святого Михаїла Архангела в Синковичах внесено до Попередніх списків Світової спадщини ЮНЕСКО за категорією «Культура».
Нині церква є активним місцем поклоніння православних християн.

## Галерея

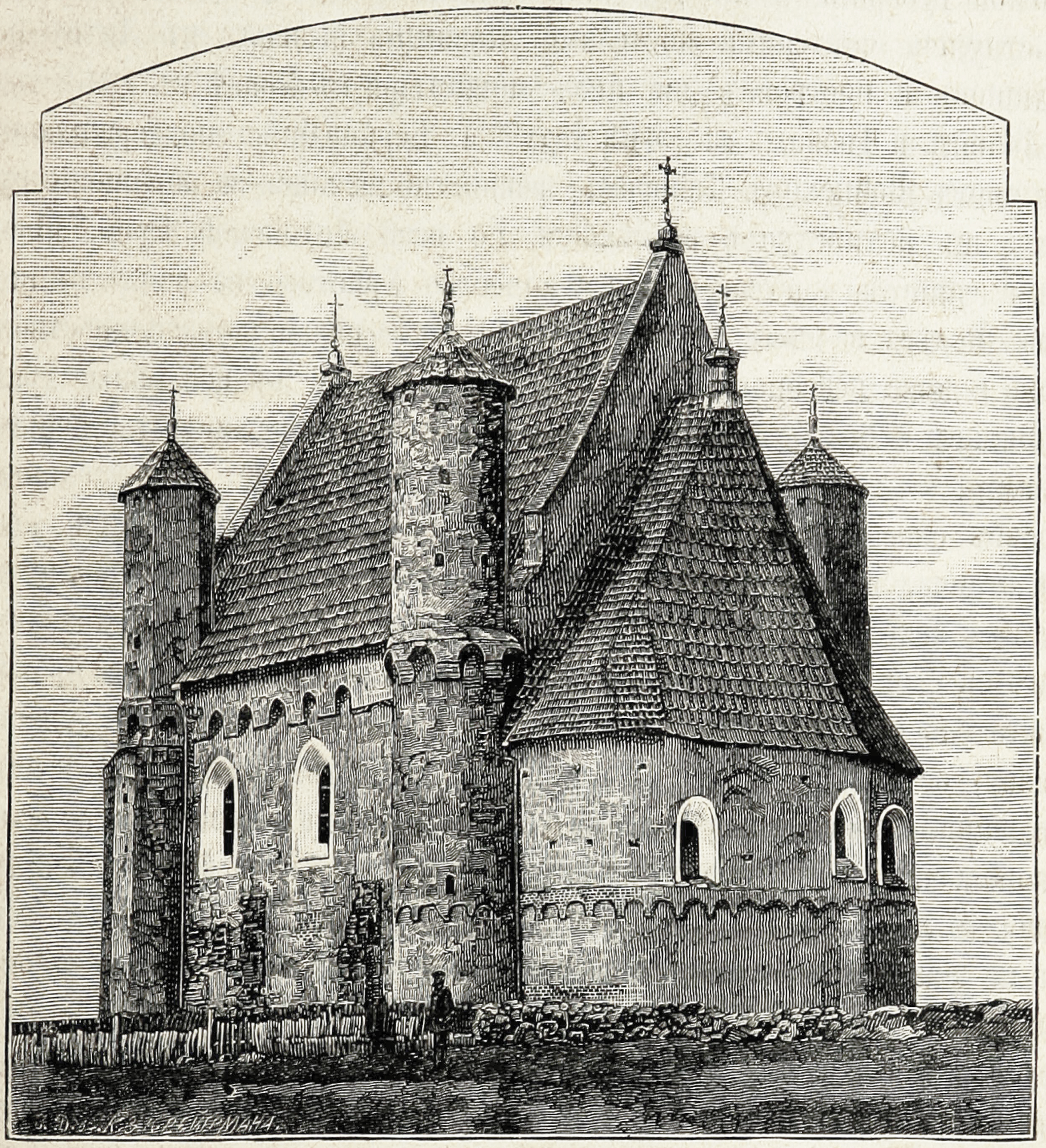
Церква святого Михаїла Архангела на гравюрі XIX ст.
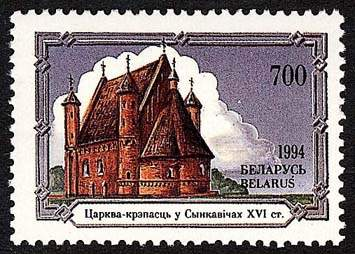
Марка Білорусі присвячена церкві. 1994 рік
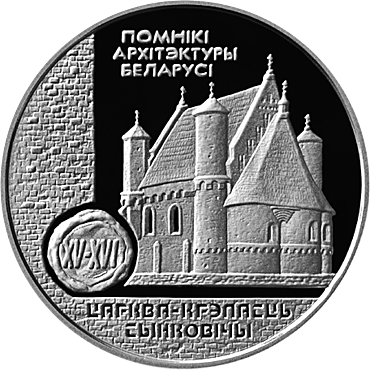
Монета НБРБ із зображенням синковицької церкви. 2000 рік

## У мережі
- Світлини
- Edifices for Worship of Fortress Type in Belarus, Poland and Lithuania (англ.)